# Divovski kelp
Divovski kelp (lat. Macrocystis pyrifera) je vrsta smeđe alge iz reda kelpa. Rasprostranjena je uz obale istočnog Pacifika, od Baje Californije do Aljaske, a može se naći i blizu Južne Amerike, Južne Afrike i Australije. Raste u gustim podvodnim područjima, koja se zovu šume kelpa i pružaju stanište brojnim morskim životinjama.

## Opis
Divovski kelp najveća je od svih algi, a ime je dobio po svojoj nevjerojatnoj veličini. Može narasti i do 50 metara u duljinu. Stabljika se uzdiže iz korijenskog sustava. i grana se tri ili četiri puta. Za stjenovito dno pričvršćuje se korijenčićima.
Sadrži pneumatociste, mjehuriće ispunjene zrakom na početku svakog lista. Oni mu pomažu da se održi na vodi i da listovi skupe potrebnu svjetlost za obavljanje procesa fotosinteze. Jedan je od najbrže rastužih organizama na planetu Zemlji. Raste oko pola metra dnevno da bi dosegla veličinu od 45 metara.
Slična vrsta, ali mnogo manja vrsta, M. integrifolia raste samo do šest metara duljine. Živi na stijenama obala Tihog oceana u Sjevernoj (Britanska Kolumbija i Kalifornija) i Južnoj Americi.

## Akvakultura
M. pyrifera se godinama koristi kao izvor hrane, jer sadrži brojne korisne tvari, kao što su jod, kalij, te mnoge, minerale, vitamine i ugljikohidrate. Izvor je potaše, kao i natrijeva alginata, koji služi kao emulgator u prehrambenoj industriji.

## Galerija
- Kelpovi listovi plutaju na površini.
- Korijen male jedinke.
- Ronilac u šumi kelpa.
- Kelp harvest.